# Fides quaerens intellectum
Fides quaerens intellectum(faith seeking understanding, 믿음은 이해를 추구함)이란 지성을 추구하는 믿음을 의미한다. 지성에 앞서 믿음을 강조하는 것이다. 이해를 추구하는 신앙(Credo ut intelligam)과 같은 의미이다. 어거스틴 (354-430)(crede, ut intelligas, "믿는다 그래서 이해할 수 있다."; Tract. Ev. Jo., 29.6)과 안젤름의 캔터베리 (c. 1033-1109)에 의해 강조된 신학적 방법으로 사람은 믿음에서 시작하고 믿음에 근거하여 기독교 진리를 좀더 잘 이해하게 된다는 것이다.
안셈은 자신의 프로스로기온(Proslogion, II-IV)에서 이 표현을 처음으로 사용하였다. 이것은 믿음과 인간의 이성의 밀접한 관계를 설명한다. 그리고 이것은 안셈의 신학사상과 철학적 사고의 중요한 핵심이다. 그는 모든 것을 믿음 안에서 이해하기를 원하였다. 그것은 우리가 이미 믿은 것을 지적으로 이해하는 것을 의미한다. 하나님을 믿는 것은 논리적으로 시간적으로 인간의 이성적 작용보다 앞선다.

## 같이 보기
- 이해를 추구하는 신앙

- 캔터베리의 안셈

- 어거스틴

## 참고 문헌
- Karl Barth : « Fides quaerens intellectum » ; La preuve de l'existence de Dieu d'après Anselme de Cantorbéry, Delachaux et Niestlé (Bibliothèque de Théologie), Neuchâtel et Paris, 1958, 160 p. (cours donné à Bâle, en allemand en 1930).
- Marilyn McCord Adams : « Fides Quaerens Intellectum »; St. Anselm’s Method In Philosophical Theology, dans Faith and Philosophy, vol. 9 (1992).
- Julien Bayart : The Concept of Mystery According to St. Anselm of Canterbury, dans Recherches de Théologie ancienne et médiévale, vol. 9 (1937).
- Michel Corbin : La significations de l’unum argumentum du Proslogion, dans Anselm Studies, vol. 2 (1988).
- Étienne Gilson : Sens et nature de l’argument de saint Anselme, dans  Archives d’histoire doctrinale et littéraire du Moyen Age, vol. 9 (1934).
- Alvin Plantinga : The Ontological Argument, from St. Anselm to Contemporary Philosophers, Garden City, New York, Anchor Books, 1965.
- Katherine Rogers : Can Christianity be Proven? Saint Anselm on Faith and Reason, dans Anselm Studies, vol. 2 (1998).